# Parque Nacional Marinho João Vieira e Poilão
O Parque Nacional Marinho João Vieira e Poilão é uma área protegida situada no sul do Arquipélago dos Bijagós, na Guiné-Bissau. 
Foi criado a 1 de agosto de 2000 ( decreto 6-A/2000) e ocupa uma superfície de 49 500 hectares (495 km2 Abarca quatro ilhas do extremo sudeste do arquipélago dos Bijagós (João Vieira, Cavalo, Maio e Poilão) para além de alguns ilhéus menores.

## Localização
Situado na parte sudoeste do Arquipélago dos Bijagós a 10°47’ - 11°07’N e 15°36’ 15°47’W.

## Gestão
Criado em Agosto de 2000  e gerido pelo Instituto da Biodiversidade e das Áreas Protegidas (IBAP).

## Objectivos do Parque
«Proteção da biodiversidade e dos ecossistemas insulares. Conservação das tartarugas-marinhas e das aves aquáticas coloniais. Proteção e valorização do património cultural Bijagó. Contribuição para a regeneração dos recursos haliêuticos. Desenvolvimento do ecoturismo.»

## Classificações do Parque
Reserva da Biosfera - 16 Abril de 1996, UNESCO, Sítio Ramsar - Zona húmida de importância mundial e Dom à Terra: 18 Março de 2001, WWF.

## Flora
As ilhas do Parque possuem povoamentos de palmeiras (Elaeïs guineensis) e nas zonas intermareais desenvolvem-se os mangais. No Parque foram identificadas mais de 45 espécies de plantas e ervas medicinais.

## Fauna
Os peixes mais comuns existentes no parque pertencem ao género Cararix, Luljanus, Epinephelus. O Parque acolhe tambem  duas espécies de golfinhos (Sousa teuszil e Tursiops iruncatus). Relativamente as aves existem andorinhas-do-mar (Sterna maxima e Sterna Caspia) ,gaivinas-negras (Chilidonias niger) e papagaios-cinzentos (Psittacus erithacus).

### Tartarugas
De acordo com os estudos das oito (espécies) de tartarugas marinhas conhecidas no mundo, foi confirmada a desova de cinco nas praias do parque, a saber, a Tartaruga-verde (Chelonia mydas), a Tartaruga-de-Ridley (Lepidochelys olivacea), Tartaruga-verdadeira ou de tartaruga de escama (Eretmochelys imbricata), Tartaruga-careta (Caretta caretta) e Tartaruga-de-couro (Dermochelys coreacea).
Na ilha de Poilão encontra-se a 3° maior colonia de desova das Tartarugas verde no atlântico e o primeiro da Africa Ocidental sendo assinalada a presença regular de mais 12.000 indivíduos e nas praias são verificadas anualmente mais de 7000 desovas. 

## Florestas Sagradas
As “Florestas Sagradas” são espaços naturais destinados exclusivamente a manifestações tradicionais de caracter cultural e religioso onde a gestão dos seus recursos naturais é determinado pelo uso e costume da comunidade que a utilizam”. Estes uma vez legalizados não podem “...ser objecto de nenhuma concessão, licença, autorização ou qualquer decisão cuja realização seria suscetível de modificar o estado do lugar”.

## População Humana
As ilhas do Parque não têm habitantes residentes em permanência, as quatro ilhas principais são propriedades tradicional de quatro aldeias (tabancas) das ilhas de Canhabaque, cujo habitantes periodicamente as utilizam para a cultura de arroz, colheita de produtos da palmeira e a realização de cerimónias religiosas.